# Marc Casadó
Marc Casadó Torras (ur. 14 września 2003 w Sant Pere de Vilamajor) – hiszpański piłkarz, występujący na pozycji pomocnika w hiszpańskim klubie FC Barcelona oraz w reprezentacji Hiszpanii.

## Kariera klubowa

### Początki
W seniorskiej drużynie FC Barcelony zadebiutował 1 listopada 2022 roku w 67 minucie wygranego 4-2 spotkania fazy grupowej Ligi Mistrzów przeciwko Viktorii Pilzno. Kolejne mecze, w których wystąpił, miały miejsce 25 października oraz 13 grudnia 2023 roku w spotkaniach przeciwko Szachtarowi Donieck oraz Royal Antwerp FC - łącznie rozegrał w nich 22 minuty. W sezonie 2023/2024 pojawił się również na boisku w dwóch meczach ligi hiszpańskiej - w debiucie przeciwko Atletico Madryt oraz podczas rywalizacji z Cádiz CF.

### Sezon 2024/2025
Początek sezonu 2024/2025 okazał się przełomowy dla hiszpańskiego piłkarza. 17 sierpnia 2024 roku FC Barcelona, z Marciem Casadó rozpoczynającym po raz pierwszy spotkanie w podstawowym składzie, wygrała z Valencią CF 2-1, a łącznie w pierwszych 12 meczach ligi hiszpańskiej Casadó wystąpił aż dziesięciokrotnie, zaznaczając swoją pozycję w drużynie. Co więcej, w każdym z pierwszych czterech spotkań Ligi Mistrzów rozegrał pełne 90 minut. "Zanotował w ostatnim czasie ogromny progres, jest niewiarygodny. (...) Świetnie wykonuje swoje zadania, zarówno w ofensywie, jak i w defensywie" - chwalił zawodnika Hansi Flick, po meczu 12. kolejki ligi hiszpańskiej przeciwko Espanyolowi. W listopadzie 2024 roku otrzymał swoje pierwsze powołanie do seniorskiej reprezentacji Hiszpanii.

## Statystyki

### Klubowe
(aktualne na 16 marca 2025)
| Klub                 | Sezon              | Liga               | Liga  | Liga   | Puchar Króla | Puchar Króla | Europa | Europa | Inne  | Inne   | Suma  | Suma   |
| Klub                 | Sezon              | Liga               | Mecze | Bramki | Mecze        | Bramki       | Mecze  | Bramki | Mecze | Bramki | Mecze | Bramki |
| -------------------- | ------------------ | ------------------ | ----- | ------ | ------------ | ------------ | ------ | ------ | ----- | ------ | ----- | ------ |
| FC Barcelona Atlètic | 2022/2023          | Primera Federación | 34    | 0      | –            | –            | –      | –      | 2     | 0      | 36    | 0      |
| FC Barcelona Atlètic | 2023/2024          | Primera Federación | 27    | 0      | –            | –            | –      | –      | 4     | 0      | 31    | 0      |
| FC Barcelona Atlètic | Ogólnie            | Ogólnie            | 61    | 0      | 0            | 0            | 0      | 0      | 6     | 0      | 67    | 0      |
| FC Barcelona         | 2022/2023          | Primera División   | 0     | 0      | 0            | 0            | 1      | 0      | 0     | 0      | 1     | 0      |
| FC Barcelona         | 2023/2024          | Primera División   | 2     | 0      | 0            | 0            | 2      | 0      | 0     | 0      | 4     | 0      |
| FC Barcelona         | 2024/2025          | Primera División   | 23    | 1      | 1            | 0            | 10     | 0      | 2     | 0      | 36    | 1      |
| FC Barcelona         | Ogólnie            | Ogólnie            | 25    | 1      | 1            | 0            | 12     | 0      | 2     | 0      | 41    | 1      |
| Ogólnie w karierze   | Ogólnie w karierze | Ogólnie w karierze | 86    | 1      | 1            | 0            | 13     | 0      | 8     | 0      | 108   | 1      |

## Sukcesy

### FC Barcelona
- Mistrzostwo Hiszpanii: 2024/2025
- Superpuchar Hiszpanii: 2024/2025
- Puchar Króla: 2024/2025